# Johann Wolfgang Döbereiner
Johann Wolfgang Döbereiner (13. prosince 1780, Hof – 24. března 1849, Jena) byl německý chemik. Jeho práce umožnily definování periodického zákona chemických prvků.
Jako syn kočího neměl možnost získat v dětství vzdělání. Vyučil se lékárníkem, ale stále se vzdělával a nakonec se v roce 1810 stal profesorem na univerzitě v Jeně. V roce 1829 začal zkoumat vlastnosti chemických prvků. Objevil jisté zákonitosti vztahu některých vlastností prvků (zejména atomové hmotnosti a hustoty) a nazval tyto zákonitosti Döbereinerovými triádami. Krom toho objevil furfural, začal jako první užívat platinu jako katalyzátor a vynalezl zapalovač známý jako Döbereinerova lampa. Německý spisovatel Johann Wolfgang Goethe byl Döbereinerovým osobním přítelem. O jeho teoriích píše i v románu Spříznění volbou z roku 1809.